# Fernando Daquilema
Fernando Daquilema (Kera Ayllu, comunidade de Cacha, 5 de junho de 1848 — Yaruquíes, 8 de abril de 1872) foi um líder indígena equatoriano, considerado um herói pela luta dos direitos de seu povo.

## Biografia
Fernando Daquilema nasceu em 1848, seu pai era Ignacio Daquilema, que trabalhou na fazenda "Tungurahuilla" e sua mãe era María Ruiz, ambos descendentes do povo Puruhá. Daquilema casou-se com Martina Lozano, é desconhecido o fato de que houve descendência. Na década de 1860, houve uma sobre-exploração da força de trabalho dos indígenas da jurisdição do cantão de Riobamba. A paróquia de Yaruquíes, onde Fernando Daquilema nasceu, foi uma das que sofreram uma redução drástica de suas forças demográficas e um dos maiores aumentos proporcionais no pagamento do dízimo, entre 1870 e 1873.

## Luta indígena
Preocupados com o pagamento de impostos e sobre-exploração, os habitantes das comunidades de Cacha se vingaram de um dízimo que eles consideravam prepotente e abusivo, o qual eles aboliramram.
Fernando Daquilema reuniu seus povos da região e comprometeu-se a tomar alguns centros populacionais como Yaruquiés e Cajabamba; Subitamente, alguns índios são dizimados e então Daquilema ordena a tomada de Punín, que fica sob o controle dos rebeldes liderados pela capitã Manuela León, nativa da comunidade de San Francisco de Macshi, hoje conhecido como San Francisco de Asis, uma mulher bonita e corajosa e com muita ira e sede de vingança. O governador da província solicitou reforços que chegaram de Ambato e Quito, com quem a população de Punín retomou depois que foi deixada pelos nativos. A repressão que se seguiu foi implacável.
Em dezembro de 1871, a indignação dos povos indígenas em face da opressão que sentiam através da coleta ainda existente dos dízimos atingiu seu máximo. Fernando Daquilema, descendente das Duchicelas, lidera o levante em Cacha (hoje a primeira paróquia indígena do Equador), ignorando o governo tão branco quanto reprime e explora; aspirando a formar um novo governo que considere os nativos em igualdade de condições com os brancos e os mestiços. Perto da lagoa de Kápak-kucha (lagoa do rei), na praça da capela de El Rosario, que atualmente está na comunidade de Cachatón San Francisco (Hatun cacha), os nativos foram convocados para uma grande assembleia com o objetivo de escolher um chefe para os objetivos que eles tinham. Todos escolheram Daquilema como seu chefe, porque viram nele coragem, dureza, determinação e firmeza. Eles tocaram o sino, o chifre, churus e as pessoas gritaram: "Ñucanchi Jatun Apu" (Nosso Grande Senhor); e, tomando um manto e a coroa de San José, o nomearam rei. Daquilema, um jovem de 26 anos, começou sua missão formando, com grande estratégia e sabedoria, um exército composto por uma cavalaria que excedia 500 unidades e milhares de homens e mulheres dispostos a lutar mão a mão com as autoridades, de frente para as forças do exército.
Eles atacaram Cajabamba com 10.000 indígenas armados com o que tinham, as mulheres com pedras, palitos, tupus, huaraca ou honda e garrochas; ao final do conflito, eles não têm bons resultados, centenas de indígenas são presos. Então eles reorganizaram e nomearam Manuela León para liderar o ataque a Punín; Manuela com um exército de centenas de homens e mulheres enfrenta as milícias enviadas pelo governador. Eles levaram a cidade com facilidade, liberaram os prisioneiros e depois recuaram com a notícia de que os reforços de soldados estavam chegando. O governador enviou mais de 150 soldados armados para perseguir os líderes.
Antes que a perseguição implacável sofresse, alguns líderes presos pediram o perdão, com a condição de depositar o levante, que foi concedido pelo governador, esta decisão foi publicada no dia 25 de dezembro nas paróquias tomadas. Considerado por Daquilema como uma traição por esses líderes. Sentindo-se traído, ele se rendeu às milícias garcianas, mas não antes de ter abraçado sua esposa e seu filho. Ele foi então preso e levado para a prisão em Riobamba, onde outros líderes foram presos.
O conselho de guerra ordenou que as tropas, sem qualquer julgamento prévio, amarrassem um pilar, Julián Manzana e Manuela León, na presença de mais de duzentos indígenas, que as autoridades levaram em custódia necessária, para que eles não alertassem e não voltassem a se rebelar. Os historiadores presumem que essa desconhecida "Manuela León" é a nossa Manuela da história, que poderia ter sido confundida com o homem nas circunstâncias do momento. A verdade é que nada mais se sabe sobre ela.

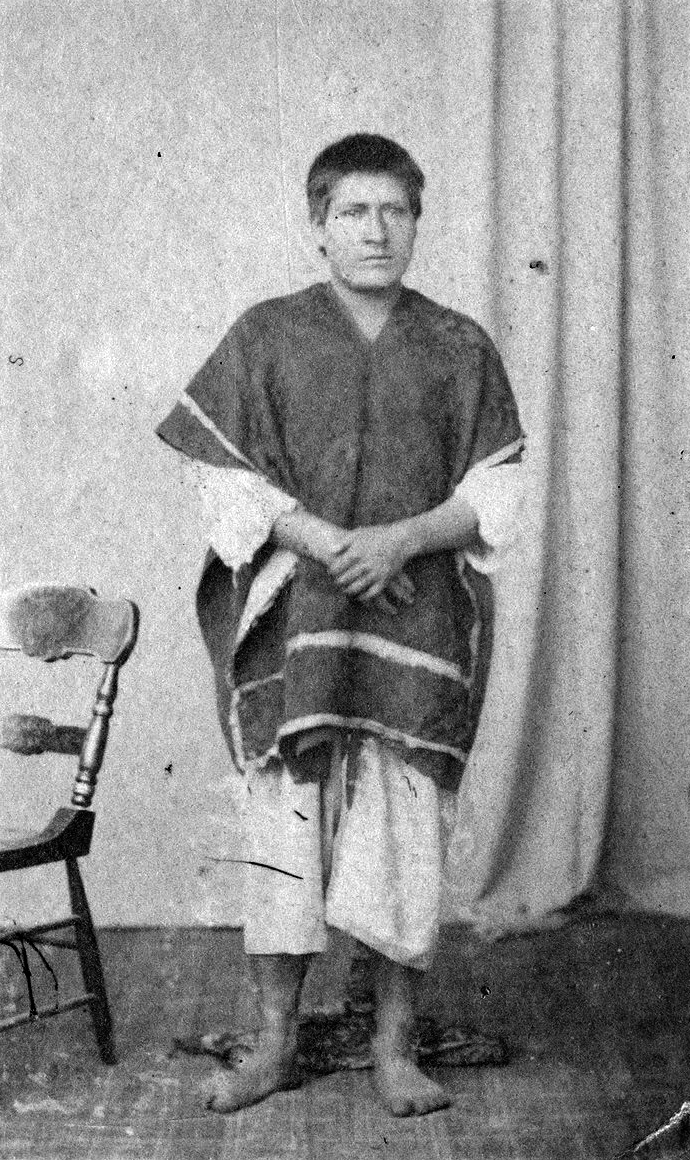
Retrato de Fernando Daquilema, por Leonce Labaure em 1872.

A prisão de Fernando Daquilema tinha fronteiras heróicas. Ele poderia ter fugido de Cacha, mas não o fez, ordenou que seus capitães se dispersassem em silêncio e ele subisse ao monte mais alto para explorar o lugar onde estavam os milicianos, olhou longamente e gritou: "Aqui estou eu", ele andou com arrogância e ficou em frente a eles e insistiu: "Aqui estou eu" Quem é você? Eles perguntaram-lhe qual é o seu nome? Outro soldado disse a ele em Quíchua: "Ima shuti cangui?" -Fernando Daquilema, disse. E então eles amarraram as mãos e o levaram para a prisão, todos em silêncio nativo.
Em 23 de março, o julgamento em Yaruquíes começou por "motim, assassinato, roubo e incêndio" e o juiz pediu aos arguidos que nomeassem defensores, o que, é claro, ninguém fez. Daquilema foi condenado à execução e a uma testemunha assinada por ele, ele era analfabeto, dizendo que estava satisfeito com o castigo. Eles imediatamente o levaram a procissão para a capela para passar a última noite. Um padre pediu-lhe para repetir as orações. Às seis horas da manhã, Diana (música de levantamento das tropas) tocava. Às sete horas, a procissão saiu com o condenado e, às oito horas, chegou à praça Yaruquíes, onde uma cela tinha sido improvisada. Às onze horas, os pregadores anunciaram a sentença, depois levaram o prisioneiro, vestido de branco, que marchou com dois sacerdotes aos seus lados. Eles amarraram os pés e as mãos, enquanto nas colinas uma multidão indígena testemunhou a cena de longe. Os tambores começaram a tocar, a escolta se retirou e o capitão perguntou se ele queria alguma graça ou algo assim. Daquilema respondeu "Manapi", que significa "nada ou nenhum" em Quíchua e então começou um discurso dedicado aos índios, e às 11 da manhã, ele foi morto a tiros.

## Honras e distinções
Em 5 de novembro de 2010, a sessão plenária da Assembleia Nacional do Equador, por unanimidade de resolução, declarou Fernando Daquilema e Manuela León herói e heroína do Equador.